# Skocznia narciarska w Rozłuczu
Skocznia narciarska w Rozłuczu – nieistniejąca skocznia narciarska, położona w Rozłuczu koło Turki.
Obiekt powstał około 1930 roku z inicjatywy Okręgowego  Urzędu Wychowania Fizycznego i Przysposobienia Wojskowego w Przemyślu. W 1931 roku skocznia została przejęta przez Przemyskie Towarzystwo Narciarskie. Był to duży obiekt, pozwalający oddawać skoki przekraczające 30 metrów, a nawet dłuższe. Świadczą o tym wyniki zawodów, jakie odbyły się na obiekcie w styczniu 1934 roku. Wygrał je Izydor Gąsienica-Łuszczek (najdłuższy skok 46 metrów) przed Piotrem Kolesarem (43 metry) i Janem Bochenkiem (40 metrów).